# Śnieżnik (glacjologia)

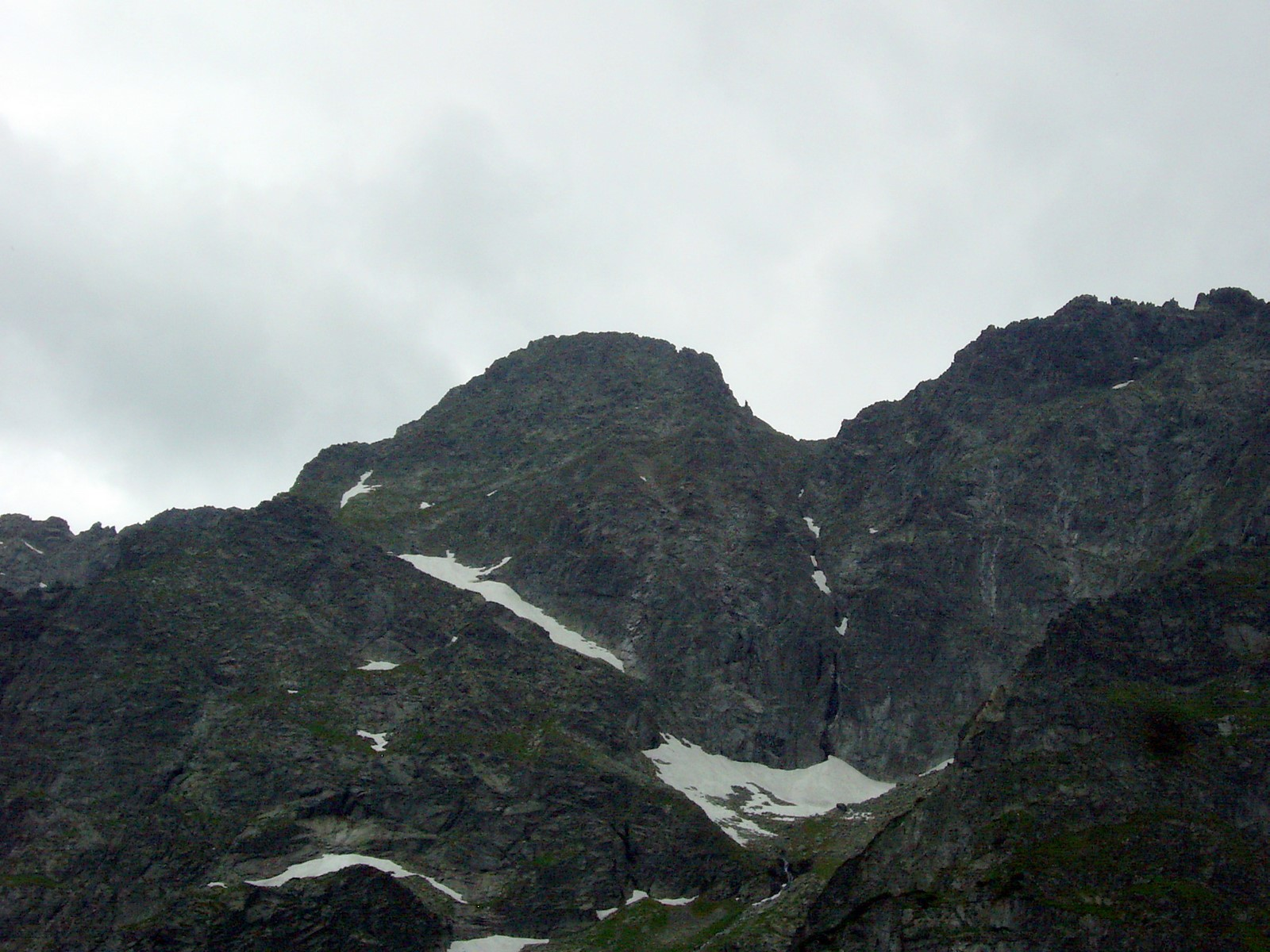
Śnieżnik w Bańdziochu widoczny w linii spadku Mięguszowieckiej Przełęczy pod Chłopkiem

Śnieżnik – płat (pole) twardego śniegu, firnu i lodu firnowego istniejący często przez cały rok. Zazwyczaj tworzy się w zacienionych kotłach lodowcowych i innych zagłębieniach terenowych. Rozległość śnieżników i ich miąższość ulega zmianie w ciągu roku. Znane są śnieżniki, które istnieją ponad sto lat, ale niektóre duże i zdawałoby się bardzo trwałe, czasami jednak zanikają. Śnieżniki mają budowę warstwową, dzięki czemu czasami można po liczbie warstw odczytać wiek śnieżnika. Nie zawsze jednak jest to możliwe, gdyż warstwy bywają nieczytelne. W dużych śnieżnikach czasami tworzą się tunele śnieżne, zwane też jaskiniami śnieżnymi. Utworzone są przez wodę z topniejącego śniegu.
Należy odróżnić śnieżniki od lodowczyków, czyli małych lodowców. W Polsce lodowczyki nie występują. Śnieżniki występują tylko w Tatrach w rejonie Morskiego Oka. Są to:
- Lodowczyk Mięguszowiecki w Bańdziochu
- śnieżnik na piargach ponad Czarnym Stawem pod Rysami
- Hińczowy Śnieżnik w Hińczowej Zatoce
- Cubryński Śnieżnik w górnej części Zadniej Galerii Cubryńskiej[2].

Największe tatrzańskie śnieżniki występują w Tatrach Słowackich. Są to Kapałkowe Śnieżniki i Miedziany Śnieżnik.

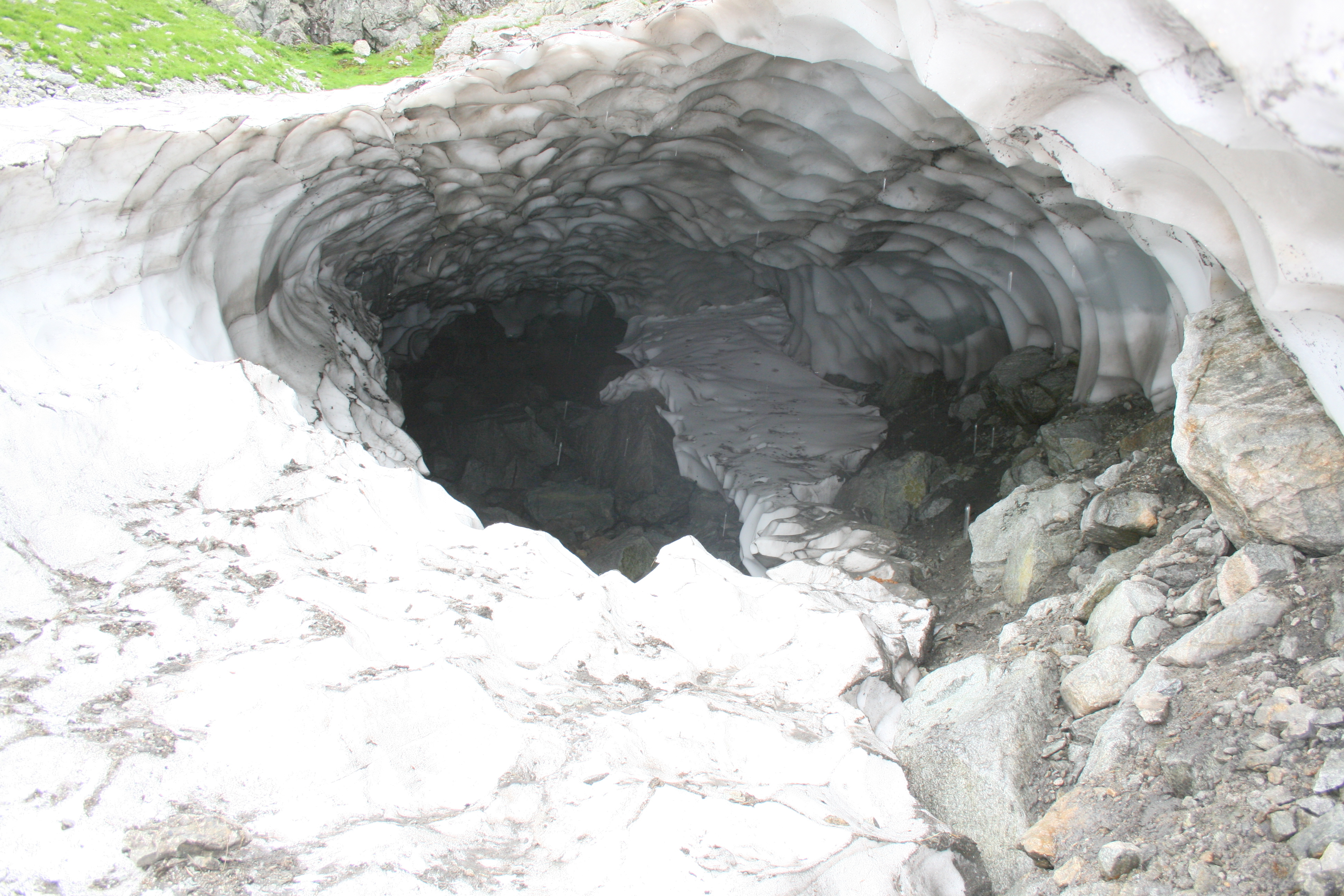
Jaskinia śnieżna w śnieżniku